# Mesosa quadriplagiata
Mesosa quadriplagiata là một loài bọ cánh cứng trong họ Cerambycidae.